# Gęstość Sznirelmana
Gęstość Sznirelmana – pojęcie addytywnej teorii liczb wprowadzone przez rosyjskiego matematyka Lwa Sznirelmana. Jest zdefiniowana dla podzbiorów zbioru liczb naturalnych jako:
{\displaystyle \sigma A=\inf _{n}{\frac {A(n)}{n}},}
gdzie A(n) to liczba elementów zbioru A nieprzekraczających n, inf to infimum.

## Własności
- Każdy zbiór ma gęstość Sznirelmana (w odróżnieniu od gęstości naturalnej).
- {\displaystyle \sigma A>0} wtedy i tylko wtedy, gdy {\displaystyle d_{*}(A)>0} i {\displaystyle 1\in A,} gdzie {\displaystyle d_{*}(A)} oznacza dolną gęstość naturalną.
- {\displaystyle \sigma A=1} wtedy i tylko wtedy, gdy {\displaystyle A} zawiera wszystkie liczby naturalne.
- Jeżeli {\displaystyle 1\in A} i {\displaystyle 0\in B,} to

{\displaystyle \sigma (A+B)\geqslant \sigma A+\sigma B-\sigma A\sigma B,}
gdzie {\displaystyle A+B} oznacza sumę algebraiczną zbiorów.

## Baza addytywna i twierdzenia udowodnione przy użyciu gęstości Sznirelmana
Baza addytywna jest definiowana jako zbiór {\displaystyle A} taki, że dla pewnego {\displaystyle k} zachodzi {\displaystyle kA=\mathbb {N} .}
- Jeśli zbiór {\displaystyle A} zawiera 0 i ma dodatnią gęstość Sznirelmana, to jest bazą addytywną.
- każda liczba naturalna (większa od jedności) może być zapisana w postaci sumy co najwyżej 20 liczb pierwszych.
- Dla każdej liczby naturalnej {\displaystyle k} istnieje liczba {\displaystyle n_{k}} taka, że każda liczba naturalna jest sumą co najwyżej {\displaystyle n_{k}} {\displaystyle k}-tych potęg liczb naturalnych (Problem Waringa).